# Serenata

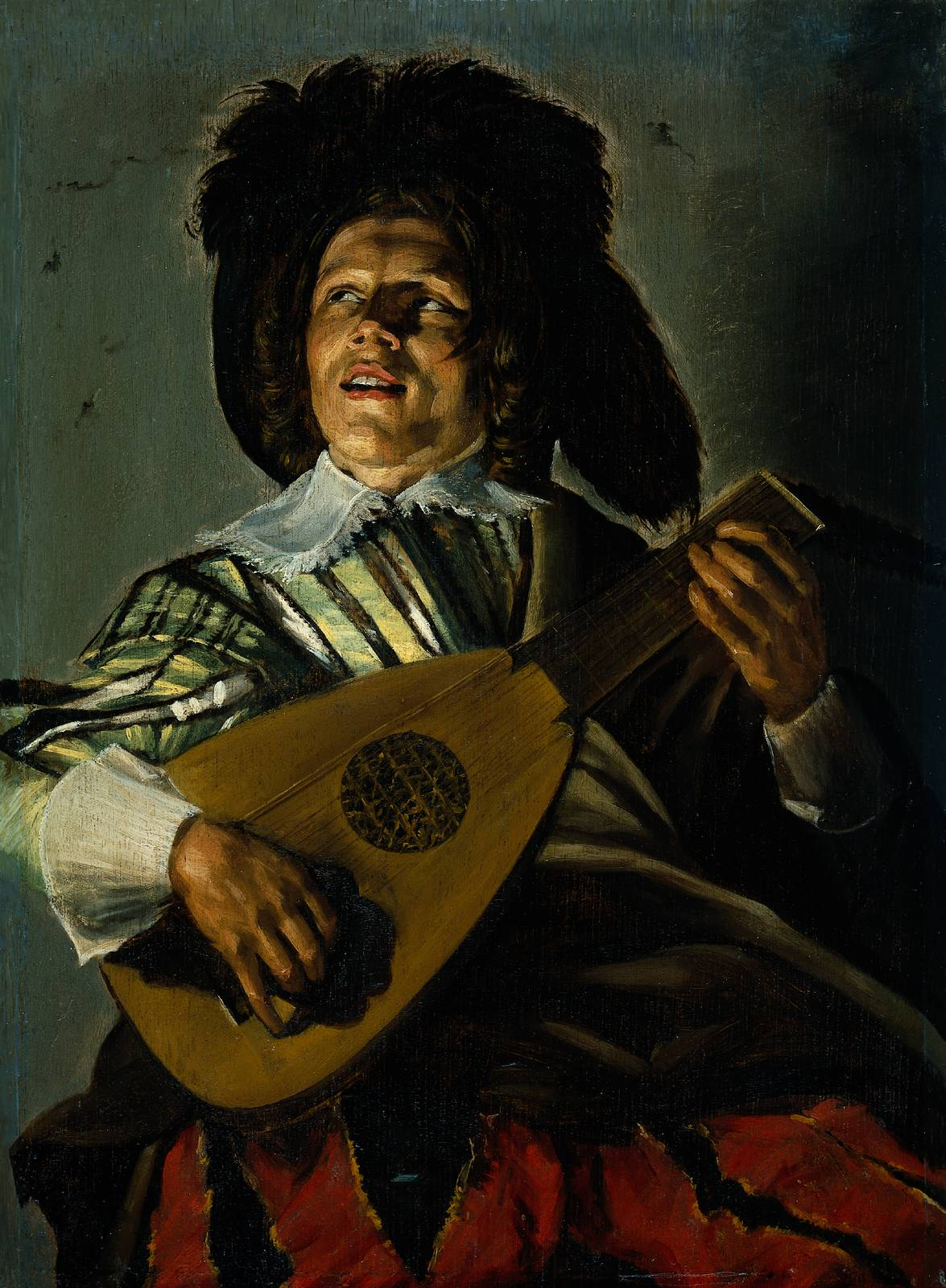
La Serenata, de Judith Leyster.

La serenata es una forma musical concebida para orquesta de cuerda, de viento, mixta, conjunto de cámara o percusión.
Fue un divertimento que alcanzó enorme popularidad durante el siglo XVIII: La serenata se tocaba, al anochecer, muchas veces al aire libre, y hacía las delicias de las veladas en los jardines de los palacios de los aristócratas. Curiosamente el nombre no deriva de sera, que en italiano es «tarde», sino de sereno, «humedad de la atmósfera en la noche». El origen de la serenata está en las baladas que los enamorados cantaban frente a las ventanas de la amada al atardecer cuando algo no había salido bien en la relación.
En el siglo XVIII, constaba de hasta diez movimientos. Wolfgang Amadeus Mozart compuso trece serenatas, normalmente para celebrar un acto social: bodas, fiestas cortesanas, etc. Las serenatas de Mozart comienzan con un movimiento de marcha que tiene forma de sonata; dos movimientos lentos alternan con dos minuetos; siguen un rondó y un final muy brillante, que a veces también es una marcha. Ludwig van Beethoven compuso serenatas con trío de cuerdas (Op.8) y para flauta, violín y viola (Op.25). En el siglo XIX se compusieron serenatas para orquestas (Brahms, Dvorak, entre otros). También se conciben las serenatas como canción o lied (Franz Schubert, Richard Strauss, Hugo Wolf, Massenet...) o para ser tocadas por un instrumento, como el piano (Isaac Albéniz, Claude Debussy y Ravel).

## La serenata popular tradicional

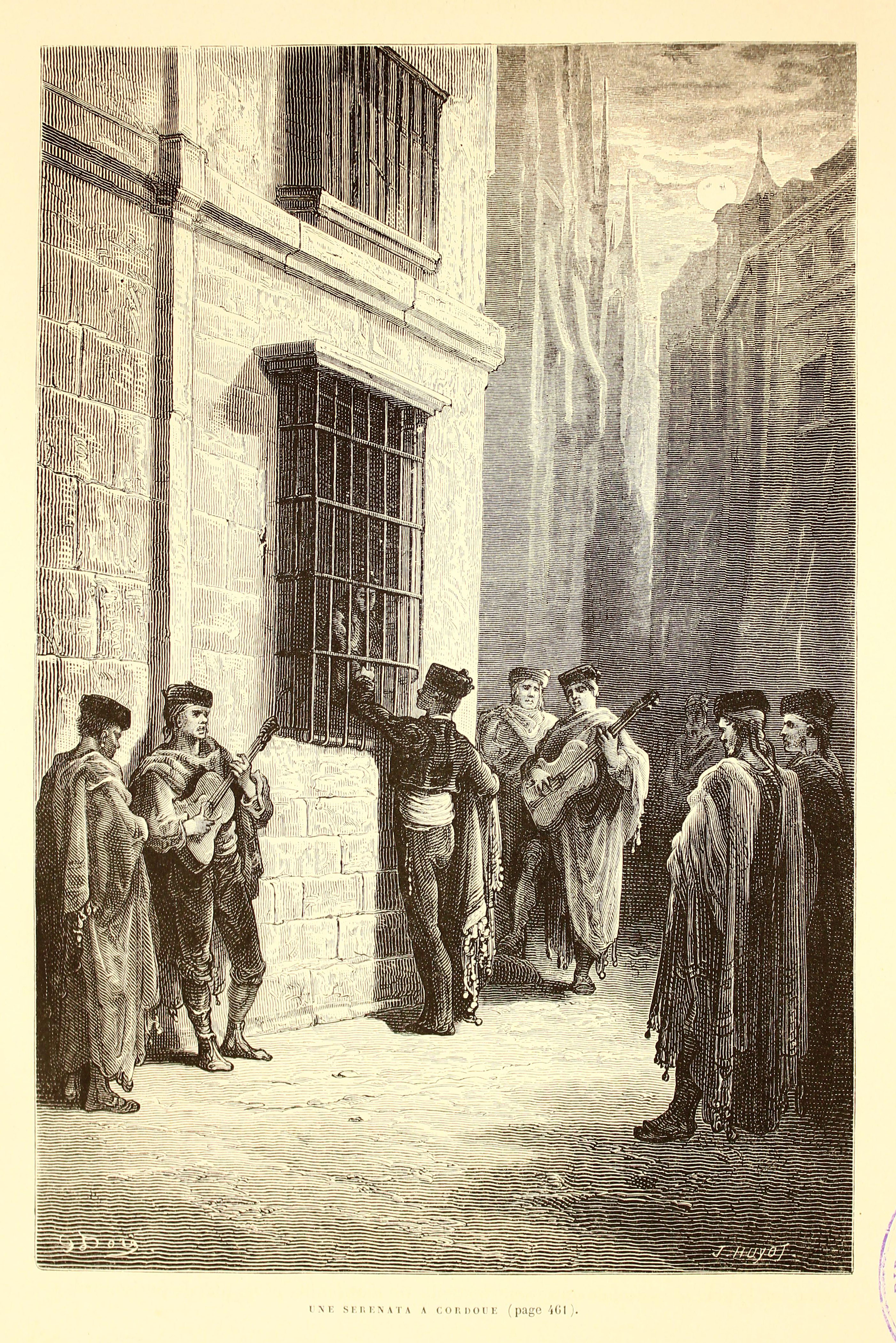
Una serenata en Córdoba, un grabado de la década de 1870.

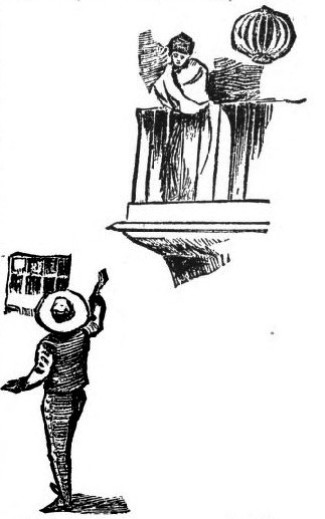
Ilustración de una serenata en México, en un artículo de Nellie Bly de 1888.

En varios países de Hispanoamérica, como Colombia, Venezuela, Cuba, El Salvador, Guatemala, México, Paraguay, Perú, Brasil, Chile, Argentina y otros como Filipinas y Guam, el término "serenata" se refiere al hecho de llevar, generalmente por las noches, un conjunto de cuerdas típico y tradicional, por ejemplo un mariachi (en el caso de México), la tuna (de origen español pero que se extendió por la América hispana) o una serenata criolla andina (en el caso de Perú) serenata guayanesa (en el caso de Venezuela)  son un dúo o un trío con intérpretes de los instrumentos típicos del país, al exterior de la casa de una dama, y hacer que el conjunto interprete y cante canciones para que el hombre exprese sentimientos variados, por lo común de amor, agradecimiento o deseos de reconciliación.